# Укролія
ТОВ «Укролія» — українська компанія жироолійної промисловості. Займається переробкою соняшнику, виготовленням соняшникової олії та макухи. Виробництво розташовано в Полтавській області («Укроліяпродукт» (Зіньків)) та «Укроліяорганік» (смт Диканька)).
За експортом органічної соняшникової олії компанія «Укролія» займає друге місце серед українських експортерів із часткою 32 % (станом на серпень 2020 р.). Продукція експортується до США, Канади, В'єтнаму, Австралії, Китаю, ЄС, країн Африки.

## Асортимент продукції
- соняшникова олія в харчових каністрах;
- соняшникова олія наливом нерафінована і рафінована дезодорована;
- високоолеїнова соняшникову олію;
- органічна високоолеїнова олія[9];
- органічна соняшникова олія[10];
- соняшниковий шрот;
- макуха і лушпиння соняшнику[11].

Продукція представлена ТМ «GARNA», «Диканька», «Диканський хутірець», «Маслинка», «Olinalli», «EFFO».

## Виробничі потужності
Завод «Укроліяпродукт» переробляє 215 тис. т на рік соняшнику за рік, рафінація — 170 т на добу (61 тис. т на рік). Можливості всіх фасувальних ліній складають 100 тис. т на рік.
Виробничі потужності «Укроліяорганік» переробляє 18 000 т соняшнику на рік, виробляє 7000 т органічної олії на рік та 7000 т органічної макухи соняшнику на рік.

## Історія розвитку
- 2001 рік — засновано підприємство «Укролія»[16].
- 2002 рік — розпочато виробництво нерафінованої соняшникової олії під ТМ «Диканька».
- 2004 рік — випуск соняшникової олії під ТМ «Диканський Хуторок».
- 2006 рік — створення ТМ «Маслинка»[17].
- 2010 рік — розпочато випуск соняшникової олії преміумсегмента під ТМ «GARNA»[18][19].
- 2012 рік — розпочато випуск фасованої соняшникової олії, яка випускається двох видів — рафінована дезодорована і нерафінована.
- 2013 рік — запуск і введення в експлуатацію цеху по рафінації та дезодорації соняшникової олії. Завершено пусконалагоджувальні роботи по переробці сої. Продуктом переробки сої є соєва олія та макуху для комбікормів.
- 2014 рік — виробництво сертифіковане за FSSC 22000, міжнародного стандарту ISO 22000: 2005 та технічної специфікації ISO / TS 22002: 2009[20].
- 2015 рік — запущений цех екстракції. Це збільшило виробництво олії і збагачених протеїном кормів для тваринництва — соняшникового шроту.
- 2016 рік — розпочато виробництво високоолеїнової соняшникової олії.
- 2018—2019 роки — відкриття заводу «Укролія Органік»[21][20] і виробництво професійної кулінарної олії «EFFO»,[22] ребрендинг компанії[23].